# Walsall
Walsall är en industristad i West Midlands i England. Den ligger nordväst om Birmingham och öster om Wolverhampton. Staden hade 170 994 invånare vid folkräkningen 2001. Det större storstadsdistriktet (kommunen) Metropolitan Borough of Walsall, inräknat ytterområden, har 286 000 invånare (2022). Under den industriella revolutionen och en 200-årsperiod framåt förändrades Walsall, från att ha varit ett litet samhälle med 2 000 invånare på 1700-talet, till en stad med över 86 000 invånare. 
Walsall är en del av West Midlands conurbation, ett sammanhängande storstadsområde (2 284 093 invånare, 2001) som bland annat inkluderar Birmingham och Wolverhampton.

## Black Country
Walsall ligger i industriregionen "Black Country", den västliga delen av West Midlands. Namnet "Black Country" syftar på att landskapet blev mörkt och luften dålig på 1800-talet i samband med kol- och järnmalmsbrytningen i området.

## Sport
Det lokala fotbollslaget Walsall FC spelar för närvarande (2024) i den engelska fjärdedivisionen League Two.